# Characodoma gilchristi
Characodoma gilchristi is een mosdiertjessoort uit de familie van de Cleidochasmatidae. De wetenschappelijke naam van de soort is voor het eerst geldig gepubliceerd in 1966 door Cook.